# Niemcy kazachscy
Niemcy kazachstańscy – jedna z grup etnicznych w Kazachstanie, stanowiąca niewiele ponad 1 procent populacji tego państwa.

## Historia
Są to w większości potomkowie Niemców nadwołżańskich, a więc kolonizatorów zaproszonych przez carycę Katarzynę Wielką pod koniec XVIII wieku.
W 1924 roku utworzyli oni Niemiecką Nadwołżańską Autonomiczną Socjalistyczną Republikę Radziecką. Gdy w 1941 roku wybuchła wojna z III Rzeszą grupa ta zaczęła być prześladowana. Jednym z tego efektów były wywózki Niemców nadwołżańskich, między innymi do Kazachstanu. Józef Stalin traktował ich jako szpiegów i kolaborantów, co ściągało na mniejszość dalsze prześladowania, także po wojnie.
W 1972 roku 3,5 tysiąca Niemców kazachstańskich wysłało petycję do rządu radzieckiego, aby utworzono dla nich ponownie autonomiczną republikę w ramach ZSRR, na co władze zgodziły się w 1976 roku. Centrala w Moskwie chciała jednak przeznaczyć Niemcom najbardziej zaniedbane i nierozwinięte gospodarczo ziemie Kazachstanu, co nie spodobało się miejscowym działaczom partyjnym. W wyniku tych dyskusji projekt upadł, pomimo pokładanych w nim wielkich nadziei na poprawę politycznego znaczenia mniejszości.
Według spisu powszechnego z 1989 roku, w Kazachstanie żył w tym roku prawie jeden milion Niemców, czyli o 100 tysięcy więcej niż w Rosyjskiej FSRR. W latach 80. XX wieku wprowadzono prawo międzynarodowe, umożliwiające Niemcom powrót do ich ojczyzny. Wiele osób z niego skorzystało, przez co społeczność ta zaczęła się kurczyć. W roku 1999 w Kazachstanie żyło już około 350 tysięcy Niemców. Liczebności grupy nie wspomógł powrót niektórych osób z Niemiec, niezdolnych do asymilacji z zastaną tam kulturą. W 1989 roku powstała organizacja Wiedergeburt (pol. Odrodzenie) zajmująca się reprezentowaniem Niemców kazachstańskich na zewnątrz społeczności.
Według kazachstańskiego spisu powszechnego z 2009 roku największe skupiska mniejszości niemieckiej w Kazachstanie znajdują się w rejonach północno-zachodnich (stanowią po ok. 6-10% ludności rejonów Uspen, Taran i Borodulicha). Większość z nich mówi tylko w języku rosyjskim. W związku z polityką radziecką w większości odeszli od wyznań protestanckich lub nawrócili się na prawosławie czy katolicyzm.
Według statystyk oficjalnych w 2016 roku w Kazachstanie mieszkało 181 754 Niemców, stanowiących ok. 1,03% populacji kraju.